# به عجیبی مردم
به عجیبی مردم (به انگلیسی: Queer as Folk) یک مجموعه تلویزیونی با موضوع همجنسگرایی از شبکه شوتایم بود که از سال ۲۰۰۰ تا ۲۰۰۵ در آمریکا و کانادا پخش می‌شد.

## خلاصه داستان
داستان این سریال دربارهٔ چند دوست همجنسگرا است که در شهری به نام پیتزبورگ زندگی می‌کنند، همراه با فراز و نشیب‌هایی در زندگیشان، روابط عشقی، ماجراجویی‌ها و بلند پروازی‌های هر یک از آنان و ...

## قسمت‌ها و فصل‌ها
این سریال در ۵ فصل و ۸۴ قسمت ساخته شده و زمان هر قسمت بین ۴۴ تا ۵۸ دقیقه متغیر بود.

## بازیگران
رندی هریسون، هل اسپارکس، میشل کلونی، رابرت گنت، تیا گیل و گیل هارولد برخی از بازیگران اصلی این سریال بودند.

## حاشیه‌ها و جوایز
این مجموعه براساس مجموعه‌ای تلویزیونی با نامی مشابه که از ۱۹۹۹ تا ۲۰۰۰ در بریتانیا پخش می‌شد ساخته شده است.